# コラルカエウム・クリュプトフィルム
コラルカエウム・クリュプトフィルム（Korarchaeum cryptofilum）は、2008年に発表された未記載の超好熱古細菌である。1996年に提唱されたコル古細菌の系統に所属するとみられ、純粋培養はされていないものの、その中では最も研究が進んでいる。
イエローストーン国立公園のオブシディアンプールより採取したサンプルを、貧栄養下、85°C、pH6.5の嫌気条件下でおよそ4年間に渡って培養することにより得られた。トリプトンや酵母粉末を中心とした培地で増やすことができるが、最終的に得られた培養系でもバクテリアを含んでおり、単独での培養は試みられたものの成功していない。電子顕微鏡写真から太さ0.16-0.18μm、長さ15μm（最大100μ）の異様に細長い姿をしている。命名は、属名が門名よりKorarchaeum（若い+古代）、種形容語が由来やその形状よりkryptos（クリュプトス; ギリシャ語で隠された）+filum（フィルム; ラテン語で糸）でcryptofilumと名付けられた。
全ゲノムの解読は、純粋培養されていないためSDSや濾過処理により精製することで行われた。ゲノムサイズは159万757塩基対で、古細菌としてもやや小さめである。ユーリ古細菌とクレン古細菌の中間的なゲノムを持つ。